# Lasiurus castaneus
Lasiurus castaneus är en fladdermusart som beskrevs av Charles O. Handley 1960. Lasiurus castaneus ingår i släktet Lasiurus och familjen läderlappar. IUCN kategoriserar arten globalt som otillräckligt studerad. Inga underarter finns listade i Catalogue of Life.
Denna fladdermus hittades i Costa Rica, Panama och norra Sydamerika. I flera fall blev inte utredd om individen tillhör Lasiurus castaneus eller en annan art av släktet.